# Mågeskäret

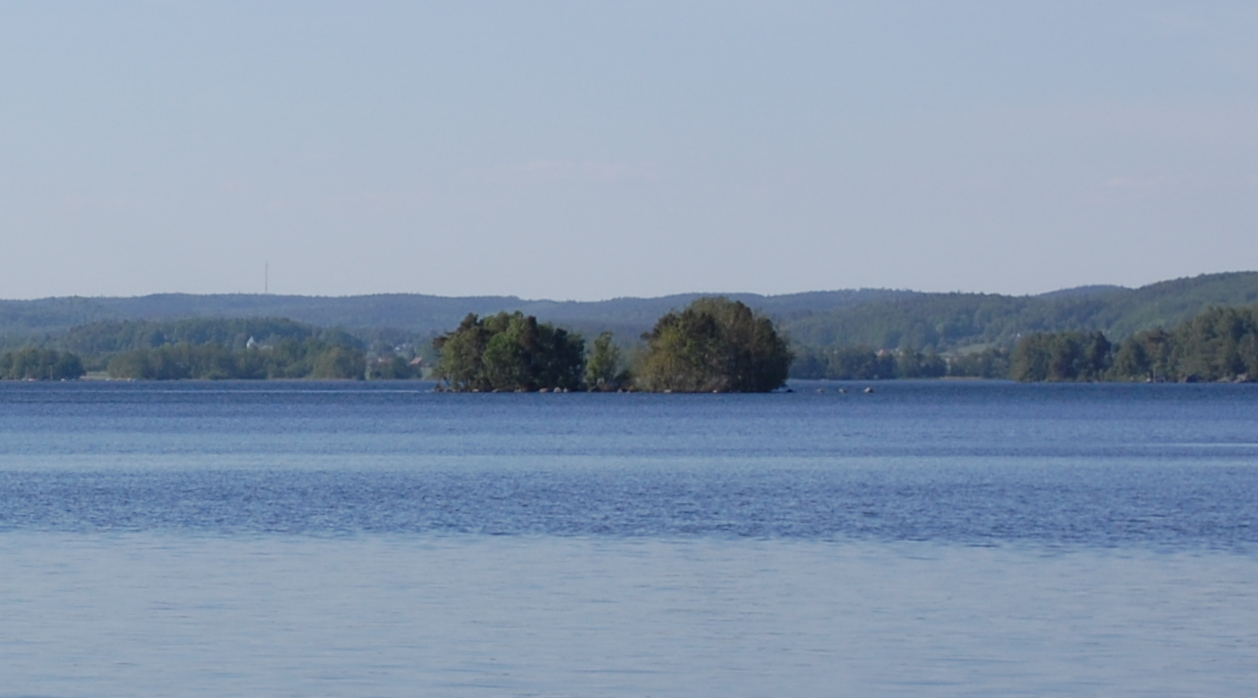
Mågeskäret, Blick von Ivö

Mågeskäret ist eine kleine Insel im See Ivösjön in der schwedischen Provinz Skåne län.
Sie befindet sich nordwestlich von Ivö, der größten Insel des Sees. Etwas weiter südlich liegt die Insel Stora Danmark.
Mågeskäret erstreckt sich von Südost nach Nordwest über etwa 100 Meter. Sie besteht aus einem südöstlichen und nordwestlichen Teil von etwa jeweils 30 bis 40 Meter Durchmesser, die von einem Isthmus miteinander verbunden werden. Die Insel ist bewaldet.
Koordinaten: 56° 9′ N, 14° 24′ O